# 小行星6322
小行星6322（英語：6322）是一颗围绕太阳公转的小行星。1991年2月10日，罗伯特·H·麦克诺特在赛丁泉山发现了此天体。
这颗小行星的绝对星等为297.31168等。